# إيزيزا (بوينس آيرس)
إيزيزا، بوينس آيرس (بالإسبانية: Ezeiza, Buenos Aires)‏ هي منطقة سكنية تقع في الأرجنتين في Ezeiza Partido. يقدر عدد سكانها بـ 93,246 نسمة وترتفع عن سطح البحر 12 متر.

## المناخ
يظهر الجدول التالي التغييرات المناخية على مدار السنة لإيزيزا:
| البيانات المناخية لـإيزيزا              | البيانات المناخية لـإيزيزا | البيانات المناخية لـإيزيزا | البيانات المناخية لـإيزيزا | البيانات المناخية لـإيزيزا | البيانات المناخية لـإيزيزا | البيانات المناخية لـإيزيزا | البيانات المناخية لـإيزيزا | البيانات المناخية لـإيزيزا | البيانات المناخية لـإيزيزا | البيانات المناخية لـإيزيزا | البيانات المناخية لـإيزيزا | البيانات المناخية لـإيزيزا | البيانات المناخية لـإيزيزا |
| الشهر                                   | يناير                      | فبراير                     | مارس                       | أبريل                      | مايو                       | يونيو                      | يوليو                      | أغسطس                      | سبتمبر                     | أكتوبر                     | نوفمبر                     | ديسمبر                     | المعدل السنوي              |
| --------------------------------------- | -------------------------- | -------------------------- | -------------------------- | -------------------------- | -------------------------- | -------------------------- | -------------------------- | -------------------------- | -------------------------- | -------------------------- | -------------------------- | -------------------------- | -------------------------- |
| الدرجة القصوى °م (°ف)                   | 41.2 (106.2)               | 38.0 (100.4)               | 37.6 (99.7)                | 34.1 (93.4)                | 30.2 (86.4)                | 27.4 (81.3)                | 31.5 (88.7)                | 34.0 (93.2)                | 34.3 (93.7)                | 34.4 (93.9)                | 36.6 (97.9)                | 40.0 (104.0)               | 41.2 (106.2)               |
| متوسط درجة الحرارة الكبرى °م (°ف)       | 30.2 (86.4)                | 28.5 (83.3)                | 26.7 (80.1)                | 22.5 (72.5)                | 18.8 (65.8)                | 15.6 (60.1)                | 14.9 (58.8)                | 17.3 (63.1)                | 19.0 (66.2)                | 22.2 (72.0)                | 25.4 (77.7)                | 28.5 (83.3)                | 22.5 (72.5)                |
| المتوسط اليومي °م (°ف)                  | 23.9 (75.0)                | 22.7 (72.9)                | 20.8 (69.4)                | 16.7 (62.1)                | 13.2 (55.8)                | 10.3 (50.5)                | 9.6 (49.3)                 | 11.5 (52.7)                | 13.4 (56.1)                | 16.7 (62.1)                | 19.6 (67.3)                | 22.3 (72.1)                | 16.7 (62.1)                |
| متوسط درجة الحرارة الصغرى °م (°ف)       | 17.7 (63.9)                | 16.9 (62.4)                | 15.3 (59.5)                | 11.4 (52.5)                | 8.2 (46.8)                 | 5.8 (42.4)                 | 4.9 (40.8)                 | 6.1 (43.0)                 | 7.8 (46.0)                 | 10.9 (51.6)                | 13.5 (56.3)                | 15.9 (60.6)                | 11.2 (52.2)                |
| أدنى درجة حرارة °م (°ف)                 | 6.3 (43.3)                 | 3.8 (38.8)                 | 1.9 (35.4)                 | −0.4 (31.3)                | −5.0 (23.0)                | −7.8 (18.0)                | −5.8 (21.6)                | −4.8 (23.4)                | −4.2 (24.4)                | −1.4 (29.5)                | 0.0 (32.0)                 | 3.0 (37.4)                 | −7.8 (18.0)                |
| الهطول مم (إنش)                         | 101.7 (4.00)               | 113.1 (4.45)               | 114.4 (4.50)               | 93.2 (3.67)                | 76.6 (3.02)                | 47.3 (1.86)                | 47.2 (1.86)                | 55.1 (2.17)                | 59.7 (2.35)                | 110.5 (4.35)               | 103.0 (4.06)               | 98.0 (3.86)                | 1٬019٫8 (40.15)            |
| متوسط أيام هطول الأمطار (≥ 0.1 mm)      | 7.6                        | 7.6                        | 8.3                        | 8.3                        | 6.5                        | 6.7                        | 6.7                        | 6.6                        | 7.0                        | 9.6                        | 9.3                        | 8.4                        | 92.6                       |
| متوسط الرطوبة النسبية (%)               | 66.3                       | 71.6                       | 75.3                       | 78.6                       | 79.4                       | 79.7                       | 78.9                       | 75.7                       | 72.9                       | 72.0                       | 69.3                       | 66.2                       | 73.8                       |
| المصدر: Servicio Meteorológico Nacional |                            |                            |                            |                            |                            |                            |                            |                            |                            |                            |                            |                            |                            |

## أعلام
- ماتياس غونزاليس
- ألبرتو تارانتيني
- ماريو بنيامين مينينديز